# Termoli
Termoli város (közigazgatásilag comune) Olaszország Molise régiójában, Campobasso megyében.

## Fekvése
A megye északnyugati részén fekszik, az Adriai-tenger partján. Határai: Campomarino, Guglionesi, Petacciato, Portocannone és San Giacomo degli Schiavoni.

## Története
A vidéket már a neolitikumban lakták ezt számos feltárt nekropolisz bizonyítja. A római időkből villák romjait tárták fel. Első írásos említése azonban a 10. századból származik, amikor egy longobárd grófság székhelye volt. A 11. századtól a normann Szicíliai Királyság része lett. A 19. században nyerte el önállóságát, amikor a Nápolyi Királyságban felszámolták a feudalizmust. A második világháborút követően indult gyors fejlődésnek, mint tengerparti üdülőközpont.

## Népessége
A népesség számának alakulása:

## Főbb látnivalói
- Castello Svevo – a 11. században épült majd 1240-ben II. Frigyes parancsára átépítették
- Cattedrale – a város 9-10. században épült katedrálisban őrzik Szent Basso és Szent Timóteus ereklyéit.
- Termoli strandja